# Popdod
『popdod』 （ポップドッド）は、日本のロックバンド、BEAT CRUSADERSのメジャー3rdアルバムである。
2008年6月4日、デフスターレコーズよりリリース。

## 概要
BEAT CRUSADERSのメジャー3rdアルバム。オリコン最高4位を記録。
本作はビークルデビュー10周年・ヒダカトオル生誕40周年を記念して、ヒダカの誕生日（6月5日）前日に発売された。
2007年の全国ツアー終了後、クボタマサヒコの「また全国を回りたい」という一言がきっかけとなり、ヒダカの誕生日である6月リリースを目指しレコーディングが行われた（年頭から3ヶ月ほどでレコーディングをしたという）。
本作品はCDのみの通常盤、CD+DVDの初回生産限定盤、完全生産限定アニバーサリーパッケージの3形態での発売となった。
完全生産限定盤に関しては、予約の時点で売り切れになる店が続出した。
本作発売から2年後の2010年に公式サイトにて突然の散開宣言が出されたため、 BEAT CRUSADERSとしては最後のオリジナルアルバムとなった。

## 本作の仕様
通常盤（CDのみ）
初回生産限定盤（ビークル主催のライブイベント"BOYZ OF SUMMER '07"の模様を収録したDVD付き）
完全生産限定アニバーサリーパッケージ（CD4枚、DVD1枚の計5枚組）
- 初回生産限定盤CD+DVD
- LASTRUM時代のシングル「NEVER POP ENOUGH e.p.」「FIRESTARTER」「CAPA-CITY」復刻版
- スペシャルカード13+1枚 （過去の発売告知ポスター絵柄）

がセットになった豪華仕様での発売であった。また、ヒダカの誕生日（6月5日）にちなんで6000セット限定、5000円（税抜）での発売であった。

## 収録曲
1. TIME FLIES, EVERYTHING GOES (2:47)
アルバムリード曲。PVも制作された。PVには久々にTROPICAL GORILLAのCimが出演している。なお、メンバーは多忙のため一切出演しておらず、代役のダンサーがメンバーのお面を被って出演している。
TVQ九州放送『TVQスーパースタジアム』2009年度テーマソング。
テレビ神奈川『saku saku』 2008年6月度エンディングテーマ
2. LEMON HEAD (2:57)
2008年のツアー前半戦のタイトルになった。
3. BECAUSE (4:53)
4. SHOOTING STAR (2:28)
BPMは210と、彼らの曲の中では最速である。
5. GARDEN IN THE SHELL (4:53)
6. WORK IT OUT (3:43)
ゲストボーカルとしてBREMENのエリーが参加。なお、BREMENは2008年のツアーに対バンとして同行した。また、ギターのカトウタロウはこの曲でキーボードを演奏している。
7. CHINESE JET SET (3:55)
PVが制作されている。
8. OLGADIES (3:04)
9. LET'S GET BACK (3:20)
10. SOLDIERS IN MY SOUL (3:45)
ケイタイモはこの曲でグランドピアノを弾いている。なお、ビークルの曲でグランドピアノが用いられたのは、メジャー1stアルバム『P.O.A. -POP ON ARRIVAL-』の初回盤に収録された「SAY GOOD-NIGHT」以来である。
11. SHOOT THE SKY (3:19)
ツアー後半戦のタイトルになった曲。カトウはこの曲でもキーボードを演奏している。
12. WINTERLONG (3:45)
11thシングル。本作の発売に合わせてPVが制作されている。本作に収録されたシングル曲はこの曲のみである。シングルバージョンではフェードアウトで終わるが、本作では完奏しているので、厳密に言えばアルバムバージョンである。
13. SUMMEREND (5:18)
ツアー中盤戦のタイトルになった曲。ゲストとしてbloodthristy butchersの吉村秀樹がギターで参加している。
14. JIVE (2:40)

全作詞：ヒダカトオル　作曲・編曲：BEAT CRUSADERS